# اختاپوسی
اختاپوس (انگلیسی: Octopussy) سیزدهمین فیلم از مجموعه فیلم‌های جیمز باند می‌باشد در این فیلم راجر مور نقش مأمور 007 را به عهده دارد و جان گلن فیلم را کارگردانی کرده‌است این فیلم در سال ۱۹۸۳ منتشر شد.

## خلاصه داستان
009 مامور بریتانیایی در لباس دلقک سیرک به همراه تخم مرغ تقلبی فابرژ در حالی که جراحتی مرگبار دارد  ، به اقامتگاه سفیر بریتانیا برخورد کرده و می میرد. MI6 بلافاصله به دخالت شوروی مشکوک می شود و پس از اینکه تخم مرغ واقعی فابرژ در لندن به حراج گذاشته می شود، جیمز باند را برای شناسایی فروشنده می فرستد.
در این حراج، باند تخم‌مرغ تقلبی را با تخم‌مرغ واقعی عوض می‌کند و متعاقباً با یک شاهزاده تبعیدی افغان به نام کمال خان وارد جنگ مناقصه می‌شود و خان را مجبور می‌کند تا 500000 پوند برای تقلبی بپردازد. باند به دنبال خان به قصرش در هند می رود . باند با استفاده از تاس بارگذاری شده خان، خان را در بازی تخته نرد شکست می دهد. باند و مخاطبش با MI6، ویجی، از محافظ خان، گوبیندا می گریزند. بعداً، ماگدا، همکار خان، باند را اغوا می کند. باند به ماگدا اجازه می دهد تا تخم مرغ واقعی فابرژ را که مجهز به دستگاه گوش دادن و ردیابی Q است، بدزدد. گوبیندا باند را بیهوش می کند و او را به کاخ خان می برد. پس از فرار باند، او به حشره گوش می دهد و متوجه می شود که خان با اورلوف، ژنرال شوروی که به دنبال گسترش سلطه شوروی به اروپای غربی است، کار می کند.
باند به یک قصر شناور در اودایپور نفوذ می کند و صاحب آن، اکتاپوسی، یک تاجر ثروتمند، قاچاقچی و همکار خان را ملاقات می کند. او همچنین رهبری فرقه اختاپوس را بر عهده دارد که مگدا یکی از اعضای آن است. اختاپوسی ارتباط شخصی با باند دارد: پدرش سرگرد فقید دکستر اسمیت است که باند او را به جرم خیانت دستگیر کرد. اختاپوسی از باند تشکر می کند که به سرگرد اجازه داد تا خودکشی کند به جای محاکمه، و از باند دعوت می کند تا مهمان او باشد.
قبل از آن در کاخ خان و بعداً در کاخ اختاپوسی، باند متوجه می‌شود که اورلوف گنج‌های گران‌قیمت شوروی را به خان عرضه می‌کرده و آنها را با ماکت‌هایی جایگزین می‌کرده است، در حالی که خان اشیاء واقعی را از طریق گروه سیرک اختاپوسی به غرب قاچاق می‌کرده است. اورلوف قصد دارد با خان در کارل-مارکس-اشتادت در آلمان شرقی ملاقات کند ، جایی که سیرک برنامه ریزی شده است. قاتلان خان برای کشتن باند وارد قصر می شوند، اما باند و اختاپوسی آنها را خنثی می کنند. باند از کیو متوجه می شود که قاتلان ویجی را کشته اند.
باند در سفر به آلمان شرقی، به سیرک نفوذ می‌کند و متوجه می‌شود که اورلوف گنجینه‌های شوروی را با کلاهک هسته‌ای جایگزین کرده است که در حین اجرای سیرک در پایگاه نیروی هوایی ایالات متحده در آلمان غربی آماده انفجار است . این انفجار اروپا را وادار می کند تا به دنبال خلع سلاح یک جانبه باشد، با این باور که بمب متعلق به ایالات متحده است و به طور تصادفی در پایگاه هوایی منفجر شده است و مرزهای محافظت نشده را برای تهاجم شوروی باز می گذارد.
باند ماشین اورلوف را می گیرد، آن را در امتداد ریل راه آهن می راند و سوار قطار سیرک در حال حرکت می شود. اورلوف تعقیب می کند، اما پس از اینکه سعی می کند با عجله به یک ایست بازرسی برود، توسط محافظان مرزی کشته می شود . باند میشکا و گریشکا را می کشد و پس از سقوط از قطار، یک ماشین را فرماندهی می کند تا به پایگاه هوایی برسد. باند به پایگاه نفوذ می کند و خود را به عنوان یک دلقک در می آورد تا از پلیس آلمان غربی فرار کند. او اختاپوسی را متقاعد می کند که خان به او خیانت کرده است، و با فهمیدن اینکه او فریب خورده است، به باند در غیرفعال کردن کلاهک کمک می کند.
مدتی بعد، با خنثی شدن نقشه، خان به کاخ خود بازگشته و آماده فرار می شود. باند و اختاپوسی نیز جداگانه به هند برمی گردند. باند به کاخ خان می رسد درست زمانی که اختاپوسی و سربازانش به زمین حمله کردند.
اختاپوس سعی می کند خان را بکشد، اما توسط گوبیندا دستگیر می شود. در حالی که تیم اختاپوسی به رهبری مگدا بر نگهبانان خان چیره می شود، خان و گوبیندا قصر را رها می کنند و اختاپوسی را به عنوان گروگان می گیرند. در حالی که آنها سعی می کنند در هواپیمای خود فرار کنند، باند به بدنه هواپیما می چسبد و یک موتور و پانل آسانسور را از کار می اندازد . در مبارزه با باند، گوبیندا از سقف هواپیما سقوط می کند و باند و اختاپوسی از هواپیما به صخره ای نزدیک می پرند، تنها چند ثانیه قبل از اینکه خان به طور مرگبار با کوه برخورد کند. در حالی که وزیر دفاع و ژنرال گوگول در مورد حمل و نقل جواهرات صحبت می کنند، باند با اختاپوسی در قایق تفریحی خصوصی خود در هند بهبود می یابد. 

## بازیگران
- راجر مور در نقش جیمز باند،مامور مخفی MI6
- مائود آدامز در نقش اختاپوس،یک قاچاقی جواهرات و تاجر ثروتمند
- لوئی ژوردان در نقش کمال خان،شاهزاده تبعیدی افغان
- کریستینا ویبورن در نقش ماگدا،زیردست مورد اعتماد اختاپوس
- استیون برکوف در نقش ژنرال اورلوف،ژنرال شوروی که با کمال برای بمب گذرای پایگاه آمریکا همکاری می‌کند.
- دزموند لولین در نقش کیو،مدیر بخش فنی
- رابرت براون در نقش ام،رئیس سرویس مخفی MI6
- لوئیز مکسول در نقش مانی پنی،منشی ام
- جعفری کین در نقش وزیر دفاع بریتانیا
- آلبرت موزس در نقش صدرالدین،همکار جیمز باند در هند
- ویجه آمرتراژ در نقش ویجی،همکار باند در هند
- كبير بدي در نقش گوبیندا،محافظ شخصی كمال
- والتر گوتل در نقش ژنرال گوگول،رئیس KGB
- آنتونی مایر در نقش میشکا،از افراد کمال
- دیوید مایر در نقش گریشکا.از افراد کمال